# Annie Perreault
Pour les articles homonymes, voir Perreault.
Ne doit pas être confondu avec Annie Perreault (écrivaine).
Annie Perreault est une patineuse de vitesse sur piste courte canadienne née le 28 juillet 1971 à Windsor au Québec.

## Palmarès

### Jeux olympiques
- Jeux olympiques d'hiver de 1992 à Albertville[1] :
  -  Médaille d'or relais 3000m par équipe
- Jeux olympiques d'hiver de 1998 à Nagano :
  -  Médaille de bronze au relais 3000m par équipe
  -  Médaille d'or au 500 m

### Championnats du monde de patinage de vitesse sur piste courte
- Championnat du monde de 1990 à Amsterdam
  -  : Médaille d'or au relais (remplaçante)
- Championnat du monde de 1991 à Sydney
  -  : Médaille d'or au relais
- Championnat du monde de 1992 à Denver
  - ] : Médaille d'or au relais (remplaçante)
- Championnat du monde de 1995 à Gjövik
  -  Médaille de bronze au relais
- Championnat du monde de 1996 à La Haye
  -  : Médaille d'argent au 500 m
- Championnat du monde de 1997 à Nagano
  -  : Médaille d'or au relais
- Championnat du monde de 1998 à Vienne
  -  : Médaille d'argent au 500 m
- Championnat du monde de 2000 à Sheffield
  -  Médaille de bronze au relais
  -  Médaille de bronze au 3 000 m

### Championnats du monde de poursuite par équipe
- Championnat du monde de 1991 à Séoul
  -  : Médaille d'or à la poursuite par équipe
- Championnat du monde de 1995 à Zoetermeer
  -  : Médaille de bronze à la poursuite par équipe
- Championnat du monde de 1997 à Séoul
  -  : Médaille d'argent à la poursuite par équipe
- Championnat du monde de 1998 à Bormio
  -  : Médaille de bronze à la poursuite par équipe
- Championnat du monde de 1999 à Saint-Louis
  -  : Médaille d'argent à la poursuite par équipe
- Championnat du monde de 2002 à Milwaukee
  -  Médaille de bronze à la poursuite par équipe

### Honneurs
- 1998 - Médaille de l'Assemblée nationale[2]
- 2016 - Intronisée au Panthéon des sports du Québec[3]